# Замена за бол
Замена за бол је дебитантски студијски албум српског кантаутора Nucci. Издат је 24. октобра 2024. за Генерацију Зед.